# コルボ島
コルボ島 （ポルトガル語: Ilha do Corvo）とはポルトガル領アゾレス諸島のなかで最も小さな島である。面積は17.45 km2、人口は400人。最高地点はグロッソ山（Monte Grosso）で770mである。この山は成層火山であるが、噴火の記録は不明である。この島は1452年、ディオゴ・デ・テイヴェ（Diogo Teive）によって発見された。
島および付近の海域には93種の固有種の生物が見られ、絶滅の危機に瀕する19種の植物、特にEchinodium renauldiiなどの8種のコケ植物があり、絶滅危惧種の海鳥のオニミズナギドリ、ベニアジサシも生息している。2007年に島および付近の海域はユネスコの生物圏保護区に指定され、2008年にミズゴケの泥炭地およびマカロネシア地域の森林が分布する中央部のカルデラ湖であるカルデイラン湖を含むカルデラはラムサール条約登録地となった。

## 交通

### 空港
- コルボ空港（英語版）